# Everaldo Begines
Everaldo Begines Villareal (Nuevo Laredo, Tamaulipas, México, 12 de julio de 1971) es un exfutbolista mexicano. Jugaba de delantero, y su último equipo fue el Tampico-Madero de la Primera división 'A' de México. 
Debutó el 16 de agosto de 1992, en un partido entre las Chivas y los Tecos de la UAG.

## Trayectoria
Creció en Jalisco, e inició su carrera profesional en el equipo más popular de México: Chivas de Guadalajara, para el que debutó en la Primera División en un derby local contra Tecos de la UAG en la temporada 1992/93, con un resultado de 0:1 en que las Chivas habían perdido.
Después de dos años en el Chivas se trasladó en 1994 a Santos Laguna, donde fue por dos años de contrato. Después de una temporada (1996/97) jugando con Monarcas Morelia, se trasladó al Club León, a donde llegó por tres años, la estadía más larga en un club de su carrera profesional y también registró su mayor éxito cuando llegó a 14 goles anotados en el Torneo Verano 2000 y se convirtió en campeón goleador. Unos años más tarde jugó la temporada 2003/04 en el club archirrival de León: Irapuato.
Desde el verano de 2005 él jugó en la liga mexicana de ascenso de fútbol, primero un corto plazo en el Club Tijuana. El ex del Club Tijuana fue adquirida durante la temporada 2005/06 y se transformó en "Dorados de Sinaloa". Al final de la temporada siguió el descenso y el movimiento de Begines a Petroleros de Salamanca. En la misma liga, terminó su carrera activa al final de la temporada 2008/09 regresando a León.
Entonces comenzó una carrera como entrenador en la cuarta división con el equipo Atlético San Francisco.

### Clubes
| Club                     | País          | Año           | Partidos | Goles | Media |
| ------------------------ | ------------- | ------------- | -------- | ----- | ----- |
| C. D. Guadalajara        | México        | 1992 - 1994   | 22       | 2     | 0.09  |
| Santos Laguna            | México        | 1994 - 1996   | 55       | 8     | 0.15  |
| Atlético Morelia         | México        | 1996 - 1997   | 30       | 7     | 0.23  |
| León A.C.                | México        | 1997 - 2000   | 97       | 40    | 0.41  |
| Cruz Azul F.C.           | México        | 2000 - 2001   | 39       | 6     | 0.15  |
| Atlético Celaya          | México        | 2001 - 2002   | 30       | 5     | 0.17  |
| Querétaro F.C.           | México        | 2002 - 2003   | 28       | 5     | 0.18  |
| Irapuato F.C.            | México        | 2003 - 2004   | 32       | 8     | 0.25  |
| Dorados de Sinaloa       | México        | 2004 - 2006   | 35       | 7     | 0.2   |
| Gallos Caliente (Cárnet) | México        | 2005 - 2006   | 35       | 13    | 0.37  |
| Salamanca                | México        | 2006 - 2007   | 35       | 18    | 0.51  |
| Tampico-Madero F.C.      | México        | 2007          | 14       | 3     | 0.21  |
| Salamanca                | México        | 2008          | 16       | 3     | 0.19  |
| Club León Fc             | México        | 2008 - 2009   | 24       | 4     | 0.17  |
| Total carrera            | Total carrera | Total carrera | 490      | 129   | 0.26  |

## Estadísticas

### Clubes
Actualizado al último partido jugado.
La siguiente tabla detalla los encuentros disputados y los goles marcados en los clubes en los que ha militado.

| C.D. Guadalajara · México | 1.ª                 | 1993-94             | 22  | 2   | -  | - | -  | - | 22  | 2   |
| C.D. Guadalajara · México | 1.ª                 | Total               | 22  | 2   | -  | - | -  | - | 22  | 2   |
| Club Santos Laguna · México | 1.ª                 | 1994-95             | 27  | 4   | 2  | 0 | -  | - | 29  | 4   |
| Club Santos Laguna · México | 1.ª                 | 1995-96             | 26  | 4   | 0  | 0 | -  | - | 26  | 4   |
| Club Santos Laguna · México | 1.ª                 | Total               | 53  | 8   | 2  | 0 | -  | - | 55  | 8   |
| Atlético Morelia · México | 1.ª                 | 1996-97             | 24  | 3   | 6  | 4 | -  | - | 30  | 7   |
| Atlético Morelia · México | 1.ª                 | Total               | 24  | 3   | 6  | 4 | -  | - | 30  | 7   |
| Cruz Azul F.C. · México | 1.ª                 | 2000-01             | 25  | 2   | 4  | 0 | 10 | 4 | 39  | 6   |
| Cruz Azul F.C. · México | 1.ª                 | Total               | 25  | 2   | 4  | 0 | 10 | 4 | 39  | 6   |
| Atlético Celaya · México | 1.ª                 | 2001-02             | 30  | 5   | -  | - | -  | - | 30  | 5   |
| Atlético Celaya · México | 1.ª                 | Total               | 30  | 5   | -  | - | -  | - | 30  | 5   |
| Querétaro F.C. · México | 1.ª                 | 2002-03             | 28  | 5   | -  | - | -  | - | 28  | 5   |
| Querétaro F.C. · México | 1.ª                 | Total               | 28  | 5   | -  | - | -  | - | 28  | 5   |
| Irapuato F.C. · México | 1.ª                 | 2003-04             | 32  | 8   | -  | - | -  | - | 32  | 8   |
| Irapuato F.C. · México | 1.ª                 | Total               | 32  | 8   | -  | - | -  | - | 32  | 8   |
| Dorados de Sinaloa · México | 1.ª                 | 2004-05             | 29  | 6   | -  | - | -  | - | 29  | 6   |
| Dorados de Sinaloa · México | 1.ª                 | 2006                | 6   | 1   | -  | - | -  | - | 6   | 1   |
| Dorados de Sinaloa · México | 1.ª                 | Total               | 35  | 7   | -  | - | -  | - | 35  | 7   |
| C. Tijuana · México | 2.ª                 | 2005-06             | 35  | 13  | -  | - | -  | - | 35  | 13  |
| C. Tijuana · México | 2.ª                 | Total               | 35  | 13  | -  | - | -  | - | 35  | 13  |
| Petroleros de Salamanca · México | 2.ª                 | 2006-07             | 35  | 18  | -  | - | -  | - | 35  | 18  |
| Petroleros de Salamanca · México | 2.ª                 | 2008                | 16  | 3   | -  | - | -  | - | 16  | 3   |
| Petroleros de Salamanca · México | 2.ª                 | Total               | 51  | 21  | -  | - | -  | - | 51  | 21  |
| Tampico Madero F.C. · México | 2.ª                 | 2007                | 14  | 3   | -  | - | -  | - | 14  | 3   |
| Tampico Madero F.C. · México | 2.ª                 | Total               | 14  | 3   | -  | - | -  | - | 14  | 3   |
| León A.C. · México | 1.ª                 | 1997-98             | 28  | 7   | -  | - | -  | - | 28  | 7   |
| León A.C. · México | 1.ª                 | 1998-99             | 32  | 12  | -  | - | 4  | 1 | 36  | 13  |
| León A.C. · México | 1.ª                 | 1999-00             | 33  | 20  | -  | - | -  | - | 33  | 20  |
| León A.C. · México | 2.ª                 | 2008-09             | 24  | 4   | -  | - | -  | - | 24  | 4   |
| León A.C. · México | 2.ª                 | Total               | 115 | 43  | -  | - | 4  | 1 | 121 | 44  |
| Total en su carrera | Total en su carrera | Total en su carrera | 464 | 120 | 12 | 4 | 14 | 5 | 490 | 129 |
| (1)Incluye datos de la Copa México y Pre-Pre Libertadores (2000) (2)Incluye datos de la Copa Campeones CONCACAF, Copa Libertadores (2001) y Pre Libertadores (2001). |                     |                     |     |     |    |   |    |   |     |     |

## Palmarés
Otros logros
- Subcampeón del Torneo Invierno 1997 con el Club León.
- Subcampeón de la Copa Libertadores 2001 con Cruz Azul

### Distinciones individuales
| Distinción       | Año  |
| ---------------- | ---- |
| Campeón de goleo | 2000 |